# Mistrzostwa Świata Wojskowych w Biegach Przełajowych 2010
Mistrzostwa Świata Wojskowych w Biegach Przełajowych 2010 – zawody lekkoatletyczne, które odbyły się 11 marca w belgijskim mieście Ostenda. W imprezie rywalizowali sportowcy – żołnierze z 22 państw.

## Rezultaty

### Mężczyźni
|                         | 1. miejsce            | Rezultat | 2. miejsce      | Rezultat | 3. miejsce         | Rezultat |
| Bieg krótki (4550 m)    | Andrea Lalli          | 13:08    | Mounir Miout    | 13:10    | Abdelkader Hachlaf | 13:12    |
| Bieg krótki – drużynowo | Algieria              | 14 pkt   | Maroko          | 21 pkt   | Włochy             | 26 pkt   |
| Bieg długi (11500 m)    | Josphat Kiprono Menjo | 33:34    | Vincent Chepkok | 33:41    | Kimutai Kiplimo    | 33:50    |
| Bieg długi – drużynowo  | Kenia                 | 24 pkt   | Burundi         | 72 pkt   | Algieria           | 153 pkt  |

### Kobiety
|                        | 1. miejsce   | Rezultat | 2. miejsce       | Rezultat | 3. miejsce    | Rezultat |
| Indywidualnie (4550 m) | Nancy Chebet | 14:22    | Veronica Nyaruai | 14:36    | Mercy Njoroge | 14:53    |
| Drużynowo              | Kenia        | 6 pkt    | Maroko           | 21 pkt   | Francja       | 44 pkt   |

## Klasyfikacja medalowa
| Miejsce | Kraj     | Złoto | Srebro | Brąz | Razem |
| 1.      | Kenia    | 4     | 2      | 2    | 8     |
| 2.      | Algieria | 1     | 1      | 1    | 3     |
| 3.      | Włochy   | 1     | 0      | 1    | 2     |
| 4.      | Maroko   | 0     | 2      | 1    | 3     |
| 5.      | Burundi  | 0     | 1      | 0    | 1     |
| 6.      | Francja  | 0     | 0      | 1    | 1     |